# Bodemer
Bodemer est une société de distribution automobile dans la région du Grand Ouest, principalement des marques Renault, Dacia, Nissan et Alpine. Le groupe est implanté en Bretagne et en Normandie.
Le groupe Bodemer est une entreprise familiale présidée par Alain Daher, secondé par ses deux directeurs généraux adjoints : Manon Daher, sa fille, et Thibaud Carissimo, son neveu.
Le groupe Bodemer possède différentes marques :
- BodemerAuto, qui compte 38 points de vente automobiles.

- Briocar, une start-up spécialisée dans la vente entièrement numérique de véhicules d'occasion.

- BLC Automotive, spécialisée dans la location à court et long terme.
- BYD, filiale baptisée Electrik Automobile, proposant des véhicules électriques.

## Histoire

### Pierre Bodemer & Compagnie
En décembre 1922, Pierre Bodemer, ancien soldat, établit les statuts de sa société et fonde l'entreprise de transport automobile "P. Bodemer & Compagnie". Il recrute d'anciens camarades de front pour constituer son équipe. Leur mission consiste à effectuer des trajets réguliers jusqu'à Paris, où ils récupèrent des voitures directement auprès des usines pour les acheminer vers les villes du sud de la France. Après chaque livraison, ils reviennent en train pour recommencer le processus. Par la suite, le siège de l'entreprise est déplacé en Île-de-France, à proximité des usines, afin de se consacrer pleinement à la distribution automobile.
À partir de l'acquisition de son premier camion, Pierre Bodemer multiplie par quatre le nombre de livraisons effectuées. Cette croissance se poursuit, et en 1970, l'entreprise compte désormais 300 camions pour la livraison de véhicules.

### Claude Bodemer
En 1957, à la suite du décès soudain de son père, Claude Bodemer, fils de Pierre Bodemer, prend les rênes de l'entreprise à l'âge de 28 ans. Il s'engage dans le monde de l'automobile et assume les responsabilités qui lui incombent. Il consacre une grande partie de sa vie au développement de l'entreprise familiale.
Claude Bodemer s'est également attaché à moderniser les équipements et les méthodes de transport de l'entreprise. En 1963, il propose un service de barges spéciales naviguant sur la Seine pour réduire les embouteillages à Paris. De plus, en collaboration avec le constructeur Boilot-Pétolat, il a développé le premier ensemble routier à double plancher. Cette innovation, conçue par Bodemer, est toujours en usage aujourd'hui.
En 1968, Claude Bodemer est sollicité par Renault pour construire des concessions en région parisienne afin de développer leur réseau. Il fait construire ces concessions qu'il revendra rapidement, car son cœur est dans le transport, pas dans la vente de voitures. En 1975, il rachète la concession Renault de Saint-Brieuc en difficulté, et décide de la garder, élargissant ainsi son activité vers les concessions automobiles.
En 1988, Claude Bodemer se retire de l'activité de transport de l'entreprise, approchant de sa retraite. Son gendre, Alain Daher, rejoint l'entreprise et devient plus tard le directeur général. Claude Bodemer, bien qu'il ne soit pas concessionnaire, continue d'apporter son expertise et ses conseils à Alain Daher, partageant régulièrement avec lui ses réflexions sur la gestion de l'entreprise.
Le fils de Pierre Bodemer reste impliqué dans l'entreprise en tant que président du conseil de surveillance, agissant comme un mentor pour Alain Daher et d'autres cadres de l'entreprise.
Claude Bodemer a également contribué à l'expansion de l'entreprise, en se développant dans le Grand Ouest, notamment en Bretagne et en Basse-Normandie. Le groupe Bodemer possède désormais 26 concessions Renault, marquant la réalisation d'une stratégie de croissance centrée sur ces régions.
L'identité du groupe Bodemer est fortement liée à ces régions où il est implanté, et son développement est enraciné dans ces territoires côtiers.

#### Famille Bodemer
L'histoire de Claude et Jocelyne Bodemer avec Saint-Quay-Portrieux se déroule en deux étapes, avec la construction d'une première maison dans les années 1960. Ils y passent leurs étés en famille, renforçant les liens familiaux. Plus tard, dans les années 1980, ils construisent une autre maison sur un terrain isolé à proximité, offrant un lieu de réunion pour la famille.
Claude Bodemer attachait une grande importance à l'unité familiale, peut-être en raison de l'éloignement de sa propre sœur. En fin de compte, ses petits-enfants rejoignent l'entreprise familiale, contribuant à perpétuer cette tradition familiale. Le repaire du Romeur, leur maison secondaire, a joué un rôle important dans le maintien de ces liens familiaux.
Finalement, la transition de l'entreprise Bodemer de la région parisienne vers l'Ouest, notamment vers la côte de la Manche, s'est produite au fil des années, marquant une nouvelle ère pour l'entreprise et la famille Bodemer.

### Alain Daher
Alain Daher, originaire de Provence, a rapidement quitté le système éducatif pour rejoindre l'agence internationale de publicité Publicis Conseil à Paris après avoir obtenu son diplôme du baccalauréat. Pendant ces années à Paris, Il rencontra Anne Bodemer, directrice artistique chez Publicis, qui deviendra sa femme. Après avoir vécu à Paris pendant un certain temps, le couple a ressenti le besoin de quitter la capitale pour trouver un endroit plus spacieux pour leur famille croissante.
L'idée de créer une agence de publicité ensemble fut envisagée, mais le couple a également réfléchi à d'autres options. Claude Bodemer, le beau-père d'Alain, a proposé de les aider à investir dans une concession automobile, ce qui a finalement été choisi. Cela a marqué le début de leur aventure en Bretagne, en 1987, avec l'acquisition de la concession Fiat de Rennes, baptisée SOBREDIA.
Au sein de l'entreprise, Claude Bodemer a présenté Alain Daher comme le responsable de la concession rennaise, et ce dernier a appris les tenants et aboutissants de ce nouveau métier sur le terrain. Il a également pris en main la direction opérationnelle de la concession Renault de Saint-Brieuc en 1993.
En parallèle de sa carrière dans l'automobile, Alain Daher s'est engagé activement dans la Chambre de Commerce et d'Industrie (CCI) des Côtes-d'Armor, occupant divers postes, dont la présidence entre 2001 et 2015. Cette implication a renforcé la notoriété de Bodemer en tant qu'entreprise impliquée dans le développement économique de la région.
Alain Daher, le dirigeant de Bodemer, attribue une grande partie de sa réussite au fait d'avoir su bien s'entourer. Pour pouvoir gérer à la fois Bodemer et la Chambre de Commerce et d'Industrie (CCI), il a développé une compétence essentielle : la délégation. Il considère que l'un des secrets pour être un bon dirigeant est de faire confiance à ses collaborateurs et leur déléguer de nombreuses responsabilités. Alain Daher fait confiance à ses employés, et cette confiance est mutuelle.

#### Chronologie
1922 : Pierre Bodemer fonde Bodemer & Cie, société de transport automobile.
1957 : Décès de Pierre Bodemer.
1968 : Bodemer, partenaire de Renault, construit deux concession Renault en Ile-de-France.
1975 : Claude Bodemer rachète une concession Renault à Saint-Brieuc.
1988 : Claude Bodemer cède peu à peu l'activité de transport. Arrivée d'Alain DAHER, qui entre dans le groupe avec Fiat à Rennes.
1993 : Alain Daher a pris en main la direction opérationnelle de la concession Renault de Saint-Brieuc.
1999 : Alain Daher développe le métier de concessionnaire automobile et repositionne le Groupe.
2014 : Le Groupe ajuste son offre en fonction des évolutions d'usage automobile en faisant l'acquisition d'affaires de location courte et longue durée.
2015 : Alain Daher regroupe les 32 sites du Groupe sous le nom BodemerAuto
2017 : Bodemer devient distributeur de la marque Alpine, et ouvre une concession dédiée à la marque à Rennes. De plus, la plateforme digitale de véhicule d'occasion Briocar est lancée.
2020 : la Direction Générale est dirigée par Thibaud Carissimo et Manon Daher. Deux centres logistiques de distribution ont également été créés en Bretagne et en Normandie, et une usine de reconditionnement VO a été inaugurée.
2023 : Création des "Dépanneurs Engagés" et ouverture du site BYD Rennes.

## Activités

### Distribution automobile
Sous la marque BodemerAuto, le groupe participe à la distribution automobile dans la région du Grand Ouest, opérant avec 35 concessions et garages en Bretagne et en Normandie. Il distribue les marques Renault, Dacia, Nissan, Alpine et tout récemment BYD.
Le groupe Bodemer a créé la marque Briocar, une concession de services comme la reprise de véhicules et le financement automobile, et de vente de véhicules sur Internet. De plus, Briocar propose la livraison des véhicules achetés dans toute la France.

### Après-vente et RemarketingVO
Le groupe Bodemer accorde une importance à ses activités après-vente, avec près de la moitié de ses collaborateurs affectés à l'entretien et à la réparation de véhicules. En 2021, le Groupe Bodemer a ouvert une nouvelle usine de reconditionnement de véhicules d'occasion :

### Distribution de pièces de rechange
Situé à Saint Caradec, à proximité de Loudéac, le Centre Automobile Logistique est une plateforme logistique spécialisée dans les pièces de rechange. En 2022, Bodemer inaugure une seconde plateforme en Normandie, à Guilberville.

### Services aux professionnels
Au sein de ses concessions BodemerAuto, le groupe a plus de 3 600 clients professionnels qui souhaitent acquérir des véhicules destinés à un usage professionnel, notamment des véhicules d'entreprise et utilitaires.
Par le biais de sa marque BLC Automotive (Business Lease Consulting), le groupe opère dans la location à long terme de véhicules.

### Location courte durée
Au sein de certaines de ses concessions Renault, BodemerAuto propose un service de location à court terme intitulé Mobilize Share. Le groupe Bodemer propose d'autres services de location à court terme sous la marque AVIS.

### Les Dépanneurs Engagés
« Les Dépanneurs Engagés » est un service de dépannage centralisé lancé par le groupe Bodemer.

## BodemerAuto
BodemerAuto est la filiale de distribution automobile du groupe Bodemer. Avec 35 concessions Renault, Dacia, Nissan et Alpine en Bretagne et Normandie, plus de 40 000 véhicules neufs et d'occasion sont vendus chaque année[source insuffisante].

## Briocar
Briocar, fondée en 2017, est une plateforme de vente de véhicules d’occasion en ligne affiliée au groupe Bodemer.

## BLC Automotive
BLC Automotive est une activité de location longue durée (LDD) pour les professionnels.

## BYD Electrik Automobile
BYD est une entreprise chinoise qui commercialise des véhicules électriques.